# Amish Guy
Amish Guy (titulado Amish de familia en Latinoamérica y Padre de amish en España) es el séptimo episodio de la Décima temporada de la serie de televisión animada Padre de familia. Se estrenó el 27 de noviembre de 2011 en los Estados Unidos por FOX.
El episodio trata acerca de que la familia Griffin regresando de una vacaciones, pero en el camino su automóvil se descompone cerca de un pueblo Amish, por lo cual se refugiaron en el pueblo y tuvieron que adaptarse a las tradiciones de ese lugar, en lo que su automóvil estuviera reparado.
Por otro lado Meg se enamora de un chico amish,llamado Eli, pero cuando el padre de él se da cuenta de la relación de Eli y Meg se opone a que continué, lo cual provoca una guerra de familias con la familia Griffin.
El episodio fue escrito por Mark Hentemann y dirigida por John Holmquist. Recibió críticas mixtas por su guion y sus varias referencias culturales.De acuerdo con Nielsen Ratings, fue visto en 5,5 millones de hogares en su emisión original. El episodio contó con las actuaciones especiales por Christine Lakin, Graynor Ari, Bobby Lee, Missi Pyle, y Kevin Michael Richardson, junto con varios actores invitados recurrentes de voz para la serie. Se anunció por primera vez en el San Diego Comic-Con International 2011.

## Argumento
La familia Griffin decide ir a vacaciones a Six Flagsamusement park, pero cuando a Peter se quiere subir a la montaña rusa de La Liga Extraordinaria se desepciona al no poder subir por su sobrepeso.Los amigos de Peter Joe y Quagmire luego convencerlo de que se ponga a dieta con el fin de ser capaz de subir a la montaña. Él es incapaz de perder peso y decide usar una faja en su lugar. La familia viaja a Ohio para montar una nueva montaña rusa titulada The Holocaust. Esta vez Peter se le permite montar en la montaña rusa, pero es incapaz de hacerlo hasta la primera colina, y colapsa bajo su peso.
La familia decide volver a casa, pero el coche de repente se descompone en un pueblo amish, Sin ningún mecánico o cualquier signo de civilización moderna a la vista. La familia se acerca a un grupo de trabajadores Amish, preguntando si pueden quedarse en la aldea de los trabajadores para el fin de semana. Cuando Meg comienza a quejarse por la falta de electricidad y otras comodidades, un chico de la zona Amish llamado Eli decide llevarla en un recorrido por el pueblo.La pareja luego comenzar a intercambiar besos, pero el padre sobreprotector del niño, Ezequiel, los interrumpe, y encarga a los dos nunca a verse de nuevo por temor a que Meg pueden corromper a su hijo. Meg se acerca a su padre hablar con Ezequiel. Peter intenta introducir Ezequiel a la música rock con la canción Highway to hell pero sin querer pone al pueblo amish entero en su contra incitándolos a exigir que la familia Griffin dejar el lugar. Los Griffin explican que no pueden salir hasta que su coche este arrreglado, pero los amish luego revelan que ha conectado dos caballos para tirar del carro de regreso a su casa. Eli decide seguir a Meg, y el grupo regresa a Quahog.Más tarde ese día, los amish siguen a la familia a Quahog y destrozan la casa de los Griffins ', lo que llevó a Peter a declarar la guerra contra el grupo. Estalla una batalla, con ambos lados igualados. Peter y Ezequiel luego tener una pelea a puñetazos con el fin de resolver el asunto por su cuenta, pero Eli detiene su padre y le dice que él es verdaderamente enamorado de Meg. Eli decide quedarse en el pueblo amish , y le dice a Meg que es su verdadero hogar. Los dos se abrazan en un abrazo final. Peter y Ezequiel hacen una tregua, y toman la decisión de ser amigos y de visitarse de vez en cuando.

## Producción y desarrollo

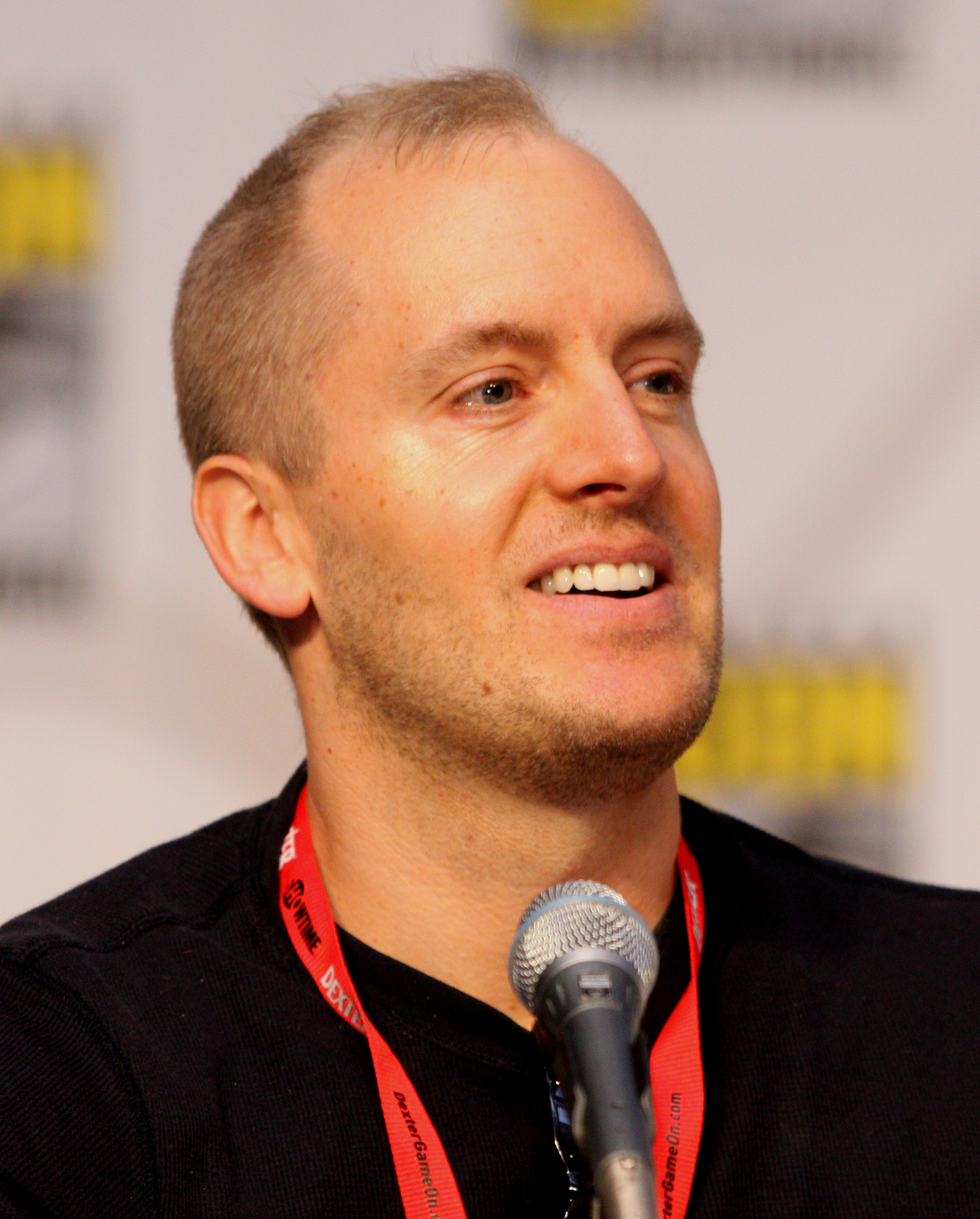
Mark Hentemann escribió el episodio.

El episodio fue dirigido por John Holmquist, poco después de la conclusión de la novena temporada de producción, el primero de la temporada
Holmquist se unió a la serie en su segunda temporada, dirigiendo el episodio "Running Mates".  este es el segundo episodio de Hentemann en la temporada, ya que, había escrito anteriormente el episodio Back to the Pilot Peter Shin y James Purdum sirvieron como directores de supervisión, con Andrew Goldberg, Alex Carter, Porter Spencer, y Elaine Ko sirviendo como el equipo editorial para el episodio. El compositor Ron Jones, quien ha trabajado en la serie desde su inicio, volvió a componer la música de "Amish Guy".el episodio fue anunciado por primera vez en el San Diego Comic-con International 2011el 23 de julio de 2011 por los showrunners de la serie y productores ejecutivos Steve Callaghan y Hentemann.
Además del elenco regular, las estrellas invitadas incluyeron a la actriz Christine Lakin, Ari Graynor actriz, el actor y cómico Bobby Lee, la cantante la actriz Missi Pyle, y la voz de actor Kevin Michael Richardson, que retrata notablemente Cleveland Brown, Jr. en el Show de 
MacFarlane The Cleveland Show la actriz de voz recurrente Alexandra Breckenridge, el escritor Chris Sheridan, el escrito Danny Smith, el escrito Alec Sulkin y el escritor John Viener hicieron apariciones mínimas en el episodio.

## Recepción
"Amish Guy " fue transmitido el 27 de noviembre de 2011, como parte de la noche animada de televisión de Fox, y fue precedido por Los Simpson y Gregory Allen, y seguido por el segundo show de Seth MacFarlane American Dad.Fue visto por 5,50 millones de espectadores, según Nielsen Ratings, a pesar de emitirse simultáneamente con el Salón de la Fama de Hallmark en la cadena ABC, The Amazing Race de CBS y Sunday Night Football de la NBC. El episodio también adquirió una calificación de 2,8 / 6 en el grupo demográfico 18-49, superando a Los Simpson, Gregory Allen y American Dad!, Además significativamente superando a Allen Gregory y American Dad! de audiencia total. La audiencia del episodio disminuyó significativamente desde el episodio de la semana anterior, Thanksgiving.